# If You Had My Love
"If You Had My Love" är en låt framförd av den amerikanska sångerskan Jennifer Lopez, komponerad av Rodney "Darkchild" Jerkins, LaShawn Daniels och Cory Rooney. Låten skapades till Lopez musikaliska debut On the 6 (1999). Låttexten handlar om en kvinna som vill skydda sig själv mot att bli sårad. Hon kräver därför att hennes eventuella partner måste följa några "grundregler" för att relationen ska fungera. Poplåten är en midtempo-produktion i h-moll som innehåller inslag av latinopop och R&B. "If You Had My Love" gavs ut som huvudsingeln från Lopez album den 21 maj 1999. Låten utgjorde hennes debut i musikvärlden efter en framgångsrik skådespelarkarriär, och gjorde henne till en av det årets största latinamerikanska stjärnskott.
"If You Had My Love" klättrade till toppen på den amerikanska singellistan Billboard Hot 100 där den låg kvar i fem veckor under sommaren 1999. I de flesta andra länder blev låten också en listetta eller topp-tio hit. I USA mottog singeln ett platinacertifikat av Recording Industry Association of America (RIAA), så även i Australien, Nya Zeeland, Schweiz och Frankrike. Musikvideon till singeln regisserades av Paul Hunter och väckte stor uppståndelse eftersom den ansågs handla om Voyeurism.

## Bakgrund och produktion

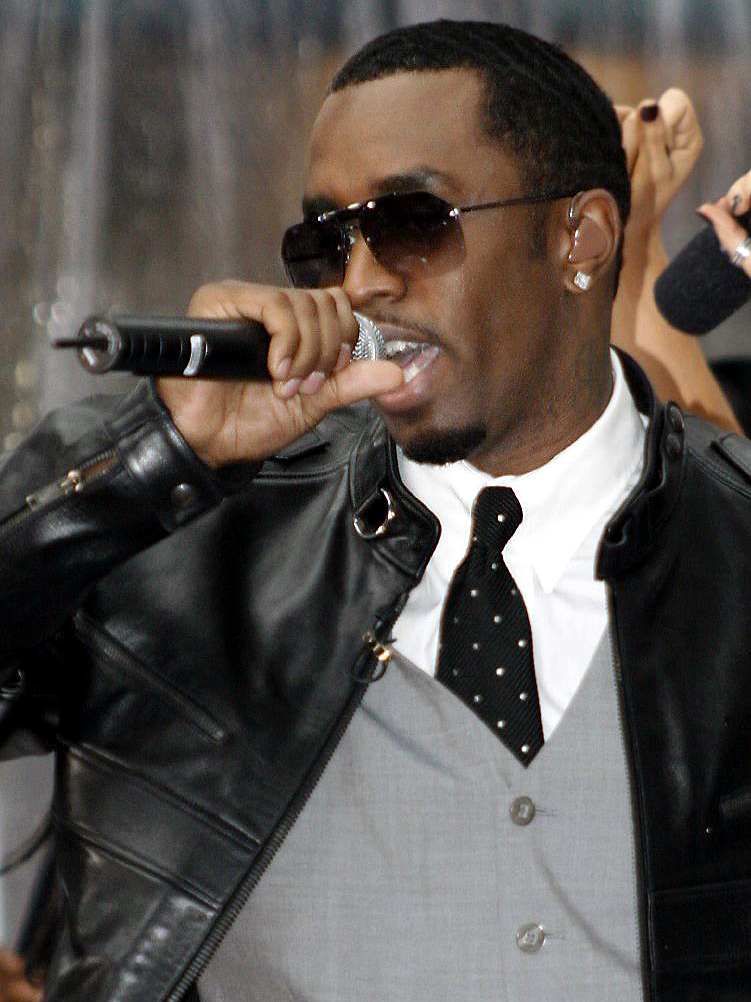
Sean "Diddy" Combs var Lopez dåvarande pojkvän och valde ut låten till henne.

"If You Had My Love" producerades av Rodney Jerkins och hans Darkchild Entertainment, Inc. som tidigare arbetat med flera populära artister som Michael Jackson och Whitney Houston. Lopez' sång spelades in vid Sony Music Studios i New York. Låten ljudmixades av Tony Maserati vid The Hit Factory i New York och vid Larrabee Sound Studios i Kalifornien. Larry Gold och Jennifer Karr anställdes som bakgrundssångare. Under samma tidsperiod jobbade den amerikanska R&B-sångaren Chanté Moore med Jerkins på sitt tredje studioalbum This Moment Is Mine (1999). Moore planerade att ge ut sitt albumspår "If I Gave Love" som den andra singeln på sin skiva. Dessvärre gick dessa planer om intet då det uppdagades att låten var identisk med "If You Had My Love".
I en intervju år 2008 sa Moore: "Vid den tidpunkten var varumärket "J.Lo" en väldigt stor maskin. Nu efteråt känner jag att vi ändå skulle ha stått på oss istället för att ge upp kampen om singeln. Vi skulle ha trappat upp." I en annan intervju med NPR sa hon: "Vad jag har hört så kom Diddy in i studion och sa: 'Jag vill ha den där låten' varpå Rodney svarade: 'Den är redan tagen, vi skrev den till Chanté' men Diddy sa: 'Jag vill ändå ha den låten'. Så Rodney skrev en nästan likadan låt till Lopez. Eller ärligt talat, om du lyssnar på den så är det exakt samma." Moore fortsatte: "Helt ärligt hade jag god lust att klappa till Rodney men det är som det är..." Låttexten i hennes "It Ain't Suppose To Be This Way" tros referera till att Comb "stal" hennes låt.

## Sammansättning
"If You Had My Love" är en pop och R&B-låt i midtempo som pågår i fyra minuter och tjugofem sekunder.(4:25). Låten skrev av Rodney "Darkchild" Jerkins (som också stod för produktionen), LaShawn Daniels och Cory Rooney. Enligt digitala låthäften publicerade på musicnotes.com går låtens tonart h-moll. Instrumenten i "If You Had My Love" är piano och gitarr. Lopez sång sträcker sig från den lägre tonen i A♯3 till E♯5.
Låttexten handlar om en kvinna som vill skydda sig själv mot att bli sårad. Hon kräver därför att hennes eventuella partner måste följa några "grundregler" för att relationen ska fungera. Låtens första verser går: "Now if I gave you me, this is how it's got to be/ First of all I won't take you cheatin' on me/ Tell me who can I trust if I can't trust in you/ And I refuse to let you play me for a fool." I refrängen visar Lopez sin sårbara sida och framför meningarna: "If you had my love/ And I gave you all my trust... Would you lie to me/ And call me baby?" Vibe Magazine beskrev låten som "söt" och att den var "trallvänlig". Allmusic beskrev den som "eldig" och "soul-fylld".

## Mottagande

### Kritikers respons

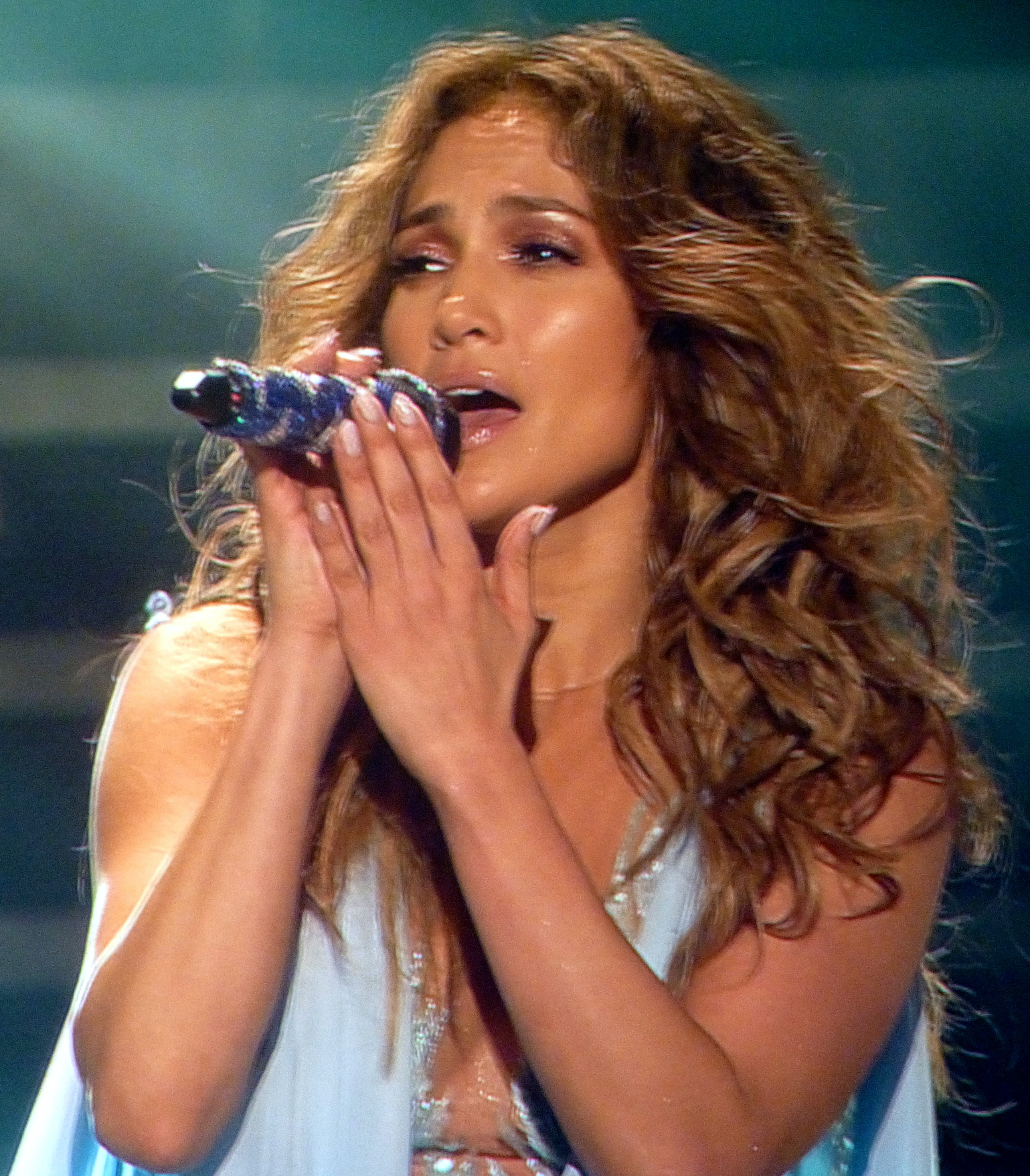
Lopez framför låten under sin första världsturné Dance Again World Tour 2012.

Musikjournalisters uppfattning om Jennifer Lopez musikdebut var blandad. Vissa ansåg att låtens komposition var bra, men att Lopez röst var "oväntat svag". Heather Phares vid AllMusic gav låten positiv kritik och beskrev den som "eldig" och fylld av "soul". Hon avslutade sin recension med att skriva: "En låt som hon verkligen strålar på". David Browne, skribent vid Entertainment Weekly, var mera kritisk i sin recension: "Låten skapades av nutidens kanske hetaste musikproducent, Rodney Jerkins. Stor möda har säkerligen lagts ner på att förbereda Lopez musikkarriär med enbart de bästa låtarna. Men så fort hon öppnar munnen mattas allt detta av. Hennes röst är mycket högre och tunnare än förväntat - inte så det blir pinsamt, men tråkigt nog alldeles ordinär." Rickey Wright på webbsidan tower.com var heller inte lika positiv utan skrev: "Med minimal sångtalang att förlita sig på verkar Jennifer Lopez ändå fullständigt nöjd med att efterlikna Madonnas mellanregister som vilken vardagstrallare som helst." Som motsats till detta skrev musiktidningen Vibe Magazine att sångerskans röst var "stark" och fortsatte: "Alla med öron att lyssna med kommer att komma med en uppfattning, men det är Jennifer Lopez som har sista ordet."
En skribent från NME noterade att Lopez "verkligen har hittat sig själv" i det "klämkäcka och solklara vinnarnumret". Aaron Beierle från DVD Talk prisade låten som hon tyckte var "medryckande" och visade sångarens "musikaliska stil". I en recension av singeln skrev Beth Johnson från Entertainment Weekly: "Med tanke på alla soptunnor som är överfulla av filmstjärnors fåfänga, varför skulle denna skådespelares debut bli en hit? Gör dig redo för en överraskning! Eller inte..." Om låten skrev Johnson: "Lopez skapar ett silkeslent groove på detta hiphop-salsa mästerverk av Rodney Jerkins. Det känns nästan orättvist att hon är lika brännhet i både TV-rutan och radion." En skribent från Los Angeles Times var inte lika förtjust och skrev: "Icke-sångaren Jennifer Lopez låt "If You Had My Love" känns som något Brandy eller Monica ratat." År 2011 noterade Jocelyn Vena från MTV News att låten var hennes början på utforskningen av kärlek; "Lopez började sin karriär med att sjunga om kärlek i första singeln 'If You Had My Love' där hon ifrågasätter sin partners avsikter."

### Kommersiell prestation
"If You Had My Love" blev en av Lopez största musikaliska framgångar. Låten debuterade på plats 72 på amerikanska Billboard Hot 100 den 15 maj 1999. Följande vecka förflyttade den sig till plats 64. En vecka senare noterades den i topp-tio på listan. 5 juni fick singeln titeln "Greatest Gainer" när den klättrade till sjätteplatsen. Den 12 juni samma år knuffade "If You Had My Love" ner Ricky Martins "Livin' La Vida Loca" från förstaplatsen på topplistan. Detta blev första gången som en latinamerikansk artist följdes av en annan latinamerikansk artist sedan Gloria Estefans "Coming Out of the Dark" ersatte Timmy T:s "One More Try" i mars 1991. Efter Britney Spears och hennes "...Baby One More Time" blev Lopez den första artisten i USA att toppa Hot 100-listan med sin debutsingel. "If You Had My Love" blev även Rodney Jerkins' tredje låt att toppa listan. Singeln nådde även andraplatsen på Billboard Pop Songs, sjätteplatsen på R&B-listan Hot R&B/Hip-Hop Songs och femteplatsen på Hot Dance Club Play. Efter en månad på toppen av Hot 100-listan ersattes den av Destiny's Childs "Bills, Bills, Bills". Låten låg kvar i topp-tio på listan fram till 11 september 1999 och noterades sista gången på listan på plats 50 den 30 oktober 1999.
"If You Had My Love" var även framgångsrik internationellt. Den toppade listor i Australien, Nya Zeeland, Kanada, Finland och Nederländerna. Singeln nådde fjärdeplatsen i Storbritannien och hade ytterligare topp-tio positioner i flera länder. Låten tilldelades ett platinacertifikat av Recording Industry Association of America för över 1 miljon exemplar skickade till affär. I Australien blev låten tilldelad ett ytterligare platinacertifikat för 70.000 exemplar skickade till affär. I Frankrike certifierades låten guld av Syndicat National de l'Édition Phonographique för en försäljning av 100.000 exemplar. Den certifierades även guld i Tyskland, Schweiz och Nya Zeeland.

## Musikvideo

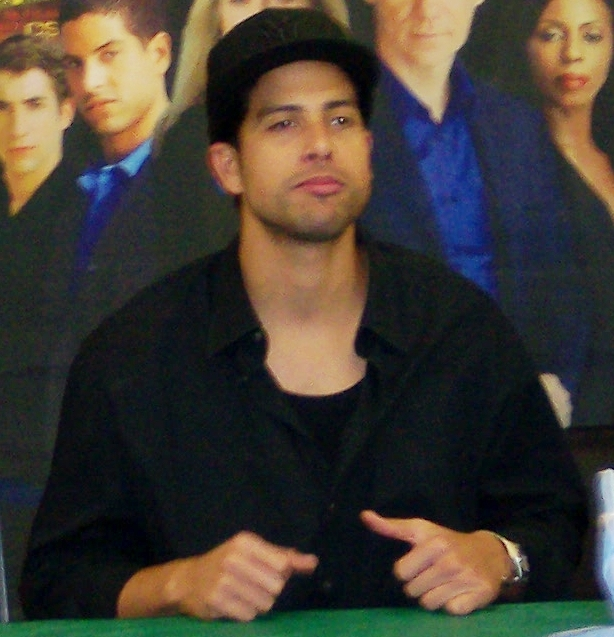
Adam Rodriguez spelade en "fönstertittare" i musikvideon till "If You Had My Love".

Musikvideon regisserades av Paul Hunter i april 1999. I videons första scener loggar en man (spelad av Adam Rodriguez) in på sin bärbara dator. Han kommer till en sökruta där han skriver in "Jennifer Lopez" och förs till webbplatsen Jennifer Lopez Online. Han klickar på en länk och transporteras via internet (specialeffekter visar hur hans begäran skickas genom internet via binära talsystemet). Via skärmen ser mannen en vitklädd-person i ett rum med flera filmkameror. Personen visar sig vara Lopez som är medveten om att hon blir betraktad och vinkar till kamerorna. Mannen klickar sig vidare till en ny sida där Lopez kryper över ett bord.
Mannen är inte ensam om sina voyeuristiska handlingar; flera scener visar hur personer på ett internetcafe och en liten flicka betraktar Lopez liveström via "Internet TV". Mannen klickar på en länk där Lopez befinner sig i ett badrum och sjunger till sin spegelbild. Videon strömmas internationellt och till en nattklubb där flera användare betraktar henne via sina bärbara datorer. Rodriguez ändrar inställningarna till "dans" och färdas återigen via binära talsystemet. Lopez ses framföra en rad olika danser (däribland jazz, house och latin soul) till en av låtens remixversion (Pablo Flores Remix). Mannen zoomar in på Lopez kjol medan hon dansar till latinamerikansk musik.
Videons sexuella karaktär höjs ytterligare efter att mannen begär att få se scener på Lopez i duschen (hon ses aldrig naken). Verkstadsarbetare som följt videons gång lägger ner sina verktyd och märker inte hur bilen bakom fattar eld. En ny betraktare introduceras som slänger sin dator i polen för att "skruva ner värmen". Han fortsätter att titta på Lopez under vattnet.
Ett alternativt slut, som planerades att sändas på MTV, visar hur Rodriguez och Lopez interagerar med varandra via skärmen. Dessa scener ersattes med sekvenser på Lopez framför en fläkt då sångarens manager Benny Medina ansåg att scenerna var för talande och kontroversiella. Musikvideon mottog fyra nomineringar vid MTV Video Music Awards; "Best Female Video", "Best Dance Video", "Best Pop Video" och "Best New Artist". Videon vann en Billboard Music Award.

## Arv och eftermäle
Mot slutet av 1999 rankades "If You Had My Love" på plats 12 på Billboards lista Year-End Chart. Mot 2000-talets slut rankades låten på plats 46 på Decade-End Chart. Singelns musikvideo mottog fyra MTV Video Music Award-nomineringar. Vid en tillbakablick på låtens framgångar sa Lopez: "Det är något som jag fortfarande tänker mycket på. Typ, wow, min absolut första singel nådde förstaplatsen. Det är en helt överväldigande känsla... Väldigt speciellt." Lopez blev en av få skådespelare att framgångsrikt transformera sig själv till en popstjärna och den första sedan Martika (1980-talet) och Vanessa L. Williams (1990-talet). Bill Lamb från About.com sa att "If You Had My Love" tog hem förstaplatsen med sin "eleganta och strängdrivna melodi" och noterade att musikvideon orsakade stor "uppståndelse" då den handlade om voyeurism. AOL Radio placerade låten i topp på sin lista över Jennifer Lopez bästa låtar och ansåg att videon, som handlade om internetövervakning, var kontroversiell.
Efter utgivningen av den "kropp-fixerade" musikvideon blev den en succé på MTV Network. En skribent från Billboard ansåg att Lopez "inte var långt ifrån Ricky Martin som frontfiguren för latinopop i Asien" och att låten tagit sångaren från okänd till internationell superstjärna över en natt. Nu var hon plötsligt populär på musikmarknader som Indien och Filippinerna. Jeff Selamutu, programchef vid Channel V sa: "Fram till nu har det bara funnits plats för Janet Jackson och Madonna." Selamutu förklarade att människor "tyckte om videons heta, sexiga dansscener."

## Format och innehållsförteckningar
| 1.           | If You Had My Love          | 4:28 |
| 2.           | No Me Ames (Tropical Remix) | 5:05 |
| Total längd: | Total längd:                | 9:28 |

| 1.           | If You Had My Love (Radio Edit)                  | 3:47  |
| 2.           | If You Had My Love (Pablo Flores Remix Edit)     | 3:54  |
| 3.           | If You Had My Love (Dark Child Remix Radio Edit) | 3:56  |
| 4.           | If You Had My Love (Dark Child Remix Extended)   | 6:01  |
| Total längd: | Total längd:                                     | 17:38 |

| 1. | If You Had My Love (Radio Edit)                  | 3:47 |
| 2. | If You Had My Love (Pablo Flores Remix Edit)     | 3:54 |
| 3. | If You Had My Love (Dark Child Remix Radio Edit) | 4:00 |
| 4. | If You Had My Love (Pablo Flores Remix)          | 9:12 |
| 5. | If You Had My Love (Dark Child Remix Extended)   | 6:18 |
| 6. | No Me Ames (Tropical Remix)                      | 5:03 |

## Topplistor
| Lista (1999)                      | Topplacering |
| --------------------------------- | ------------ |
| Australien (ARIA)                 | 1            |
| Belgien (Ultratop Flandern)       | 9            |
| Belgien (Ultratop Wallonien)      | 3            |
| Kanada (Canadian Hot 100)         | 1            |
| Finland (Suomen virallinen lista) | 1            |
| Frankrike (SNEP)                  | 4            |
| Tyskland (Media Control Charts)   | 2            |
| Irland (IRMA)                     | 8            |
| Nederländerna (Dutch Top 40)      | 1            |
| Nya Zeeland (Recorded Music NZ)   | 1            |
| Norge (VG-lista)                  | 7            |
| Storbritannien (OCC)              | 4            |
| Sverige (Sverigetopplistan)       | 9            |
| Schweiz (Schweizer Hitparade)     | 5            |
| USA (Billboard Hot 100)           | 1            |
| USA (Mainstream Top 40)           | 2            |
| USA (Hot R&B/Hip-Hop Songs)       | 6            |
| USA (Hot Dance Club Songs)        | 5            |
| USA (Adult Top 40)                | 32           |
| Österrike (Ö3 Austria)            | 7            |

| Lista (1999)            | Topplacering |
| ----------------------- | ------------ |
| Australien (ARIA)       | 16           |
| USA (Billboard Hot 100) | 12           |

| Lista (1990—1999)       | Topplacering |
| ----------------------- | ------------ |
| USA (Billboard Hot 100) | 46           |

## Certifikat
| Region              | Certifikat |
| ------------------- | ---------- |
| Australien (ARIA)   | Platina    |
| Frankrike (SNEP)    | Guld       |
| Tyskland (IFPI)     | Guld       |
| Nya Zeeland (RIANZ) | Guld       |
| Schweiz (IFPI)      | Guld       |
| USA (RIAA)          | Platina    |